# Menahga (Minnesota)
Menahga es una ciudad ubicada en el condado de Wadena en el estado estadounidense de Minnesota. En el Censo de 2010 tenía una población de 1306 habitantes y una densidad poblacional de 129,49 personas por km².

## Geografía
Menahga se encuentra ubicada en las coordenadas 46°45′13″N 95°6′10″O / 46.75361, -95.10278. Según la Oficina del Censo de los Estados Unidos, Menahga tiene una superficie total de 10.09 km², de la cual 9.58 km² corresponden a tierra firme y (4.98%) 0.5 km² es agua.

## Demografía
Según el censo de 2010, había 1306 personas residiendo en Menahga. La densidad de población era de 129,49 hab./km². De los 1306 habitantes, Menahga estaba compuesto por el 97.78% blancos, el 0.46% eran afroamericanos, el 0.61% eran amerindios, el 0.15% eran asiáticos, el 0% eran isleños del Pacífico, el 0.31% eran de otras razas y el 0.69% pertenecían a dos o más razas. Del total de la población el 1.15% eran hispanos o latinos de cualquier raza.